# مریهیل (واشینگتن)
مریهیل (به انگلیسی: Maryhill) یک منطقهٔ مسکونی در ایالات متحده آمریکا است که در شهرستان کلیکیتات، واشینگتن واقع شده‌است. مریهیل ۷٫۳ کیلومتر مربع مساحت و ۹۸ نفر جمعیت دارد و ۵۷ متر بالاتر از سطح دریا واقع شده‌است.